# The Cannonball Run
The Cannonball Run (titulada: Los locos del Cannonball en España y Carrera de locos en Hispanoamérica) es una película de comedia y acción estadounidense estrenada en el año 1981, protagonizada por Burt Reynolds, Roger Moore, Dom DeLuise, Farrah Fawcett, y un grupo de estrellas en papeles de reparto. Fue dirigida por Hal Needham y distribuida por 20th Century Fox.
La película se basó en una carrera de automóviles a campo traviesa que dio inicio en Connecticut y finalizó en California en 1979. Fue una de las películas más exitosas de taquilla de 1981 y sus secuelas fueron Cannonball Run II (1984) y Speed Zone (1989). La cinta y la secuela de 1984 fueron las últimas apariciones cinematográficas del actor Dean Martin. También contó con la participación de Jackie Chan en su segundo papel de Hollywood.

## Argumento
Varios equipos se han reunido en Connecticut para comenzar una carrera de autos a campo traviesa. Uno a la vez, los equipos conducen hasta el puesto de los titulares, perforan una tarjeta de tiempo para indicar su hora de salida, y luego inician su recorrido, en el que tendrán que arreglárselas de cualquier manera para superar a sus rivales.
Entre los equipos:
- J. J. McClure (Burt Reynolds), un famoso piloto de carreras y propietario del equipo, y Victor Prinzi (Dom DeLuise), su mecánico jefe y en ocasiones copiloto, conducen una ambulancia Dodge Tradesman equipada con un motor NASCAR (Hal Needham y Brock Yates usaron el mismo vehículo en la carrera de 1979).
- El ex ícono de la Fórmula 1 (y bebedor de whisky escocés) Jamie Blake (Dean Martin) y su compañero de equipo (obsesionado con las apuestas), Morris Fenderbaum (Sammy Davis Jr.), vestidos como sacerdotes católicos, conducen un Ferrari 308 GTS 1979 rojo (se basan en una entrada en la carrera real de 1972, en la que tres hombres disfrazados de sacerdotes ("Los Padres Voladores") conducían un sedán Mercedes-Benz 280 SEL, que afirmaban ser "el coche de Monteseñor" perteneciente a un consejo ecuménico de prelados en California).
- Jill Rivers (Tara Buckman) y Marcie Thatcher (Adrienne Barbeau), dos atractivas mujeres que usan su apariencia a su favor, comienzan la carrera en un Lamborghini Countach LP400S negro.
- Jackie Chan y Michael Hui corren en un Subaru Leone GL 4WD Hatchback de alta tecnología cargado de computadoras con un motor de refuerzo de cohete.
- Mel y Terry (Mel Tillis y Terry Bradshaw), un par de buenos viejos muchachos, conducen un coche replica de Hawaiian Tropic de Donnie Allison, de la Winston Cup Series Chevrolet de NASCAR, propiedad de Hoss Ellington (empieza con un Chevrolet Malibu 1975 y más tarde, después de pintarla, de alguna manera se coniverte en un Chevrolet Monte Carlo 1977.
- Seymour Goldfarb Jr. (Roger Moore), es el "heredero de la fortuna Goldfarb Girdles", quien se identifica perpetuamente como el actor Roger Moore y se inscribe en la carrera con ese nombre. Su personaje se comporta de manera similar a James Bond y solo una vez (por su madre) es llamado por su nombre real. Conduce un Aston Martin DB5 plateado (esta película se estrenó así al mismo tiempo que la próxima película auténtica de James Bond de Moore, For Your Eyes Only).
- Abdul ben Falafel (Jamie Farr), un rico jeque en petróleo de Oriente Medio, que conduce un Rolls-Royce Silver Shadow blanco.

En la línea de salida, observando desde las sombras, está el Sr. Arthur J. Foyt (George Furth) (un juego de palabras sobre el nombre del corredor A. J. Foyt), un representante de la "Unidad de aplicación de la seguridad", que intenta detener la carrera debido a sus efectos ambientales y cuestiones de seguridad. En el coche con Foyt, está una fotógrafa y amante de los árboles, Pamela Glover (Farrah Fawcett).
Más allá de la línea de salida, J. J. y Victor (conduciendo su ambulancia) se encuentran con Foyt y Glover, quienes han estado involucrados en un accidente menor. Glover implora a J. J. y Victor que lo ayuden, pero cuando le dicen a Foyt que ingrese a la ambulancia por la puerta trasera, secuestran a Glover y se van sin Foyt.
A medida que avanza la carrera, Victor ocasionalmente se convierte en su alter ego, el superhéroe Capitán Caos. El espeluznante Dr. Van Helsing (Jack Elam) y su jeringa con su enorme aguja hipodérmica, también están en la ambulancia para "ayudar" a mantener a Glover en silencio durante la carrera.
Se muestra a varios equipos evadiendo la aplicación de la ley, la mayoría de los cuales se ocupan de hablar para salir de un posible boleto, o inventando esquemas locos para superar a sus oponentes.
- Jill y Marcie usan la atracción sexual como su arma, abriendo la cremallera de sus trajes de carrera para mostrar una gran cantidad de escote durante las paradas de tráfico. Sin embargo, esto no funciona con una agente de tránsito de pecho grande, interpretada en un cameo por la actriz Valerie Perrine.
- En Nueva Jersey, la policía estatal detiene la ambulancia. El Dr. Van Helsing droga a Glover, y J. J. y Victor son capaces de convencer a los soldados de que están llevando a la "esposa del senador" a la Universidad de California para recibir tratamiento médico (ofreciendo la teoría, que para la feliz sorpresa de J. J. y Victor es la idea de Van Helsing, que su condición les impide volar, o incluso conducir por Denver).
- El equipo del Subaru puede apagar los faros de su automóvil y usar sensores infrarrojos para competir de noche.
- A Goldfarb Jr. se le muestra con frecuencia evadiendo a la policía mediante el uso de varios dispositivos tipo James Bond, como manchas de aceite, cortinas de humo, placas de matrícula intercambiables, todo instalado en su Aston Martin DB5.
- El Sr. Compton (Bert Convy) y el "Super Jefe" Finch (Warren Berlinger) se disfrazan como una pareja de recién casados en una motocicleta, pero el peso extra de Finch obliga a los dos a recorrer el país en un continuo caballito.

La principal rivalidad es entre la ambulancia y el Ferrari. En Ohio, Fenderbaum y Blake logran convencer a Victor de que detenga la ambulancia para bendecir al paciente a bordo. Mientras Blake administra la bendición, Fenderbaum aplana uno de los neumáticos traseros de la ambulancia. J. J. logra vengarse en Missouri convenciendo a un oficial de policía cercano de que los dos hombres vestidos como sacerdotes son en realidad comunistas y pervertidos sexuales que son responsables de la víctima que parpadea en la ambulancia.
Los equipos líderes se encuentran detenidos en una carretera del desierto, esperando que los trabajadores de la construcción despejen la carretera. En ese instante, llega una banda de motociclistas (liderada por Peter Fonda) y acosa a Compton y Finch. Rápidamente se convierte en una pelea cuerpo a cuerpo, el "Capitán Caos" emerge para luchar contra los motociclistas y el equipo del Subaru también se une a la pelea (lo que le brinda a Jackie Chan la oportunidad de mostrar sus habilidades en artes marciales). El equipo de construcción anuncia que la carretera está abierta, por lo que los equipos corren de regreso a sus autos para reanudar la carrera.
La ambulancia se queda atrás del grupo hasta que Victor una vez más se convierte en el Capitán Caos. Todos los vehículos llegan al destino final al mismo tiempo, lo que resulta en una carrera a pie hasta la línea de meta. J. J. le entrega la tarjeta de tiempo de su equipo a Victor, luego embosca a los corredores restantes, dejando solo a Victor y una de las mujeres del Lamborghini, Marcie. Justo cuando parece que Victor llegará primero al reloj, un espectador grita que su "bebé" se ha caído al agua. Victor, todavía en su personaje de Capitán Caos, se apresura a salvar al bebé (que luego se revela como el perro del espectador), lo que le permite a Marcie fichar primero y ganar la carrera.
J. J. está furioso y nunca quiere volver a ver al Capitán Caos, pero Victor responde que no le importa, convirtiéndose en la persona que realmente quiere ser, Capitán Estados Unidos. J. J. se ríe y lo abraza. Foyt reaparece y culpa a todos por arruinar la carretera estadounidense. Seymour ofrece un cigarro y le dice a Foyt que use el encendedor de su auto, que activa un asiento eyectable cuando lo empuja. Al principio no sucede nada, pero cuando Seymour presiona el botón, él (Seymour) sale volando al agua.

## Reparto
- Burt Reynolds y Dom DeLuise como el corredor J. J. McClure y el mecánico Victor Prinzi, también conocido como Capitán Caos.
- Roger Moore como Seymour Goldfarb Jr., una auto-parodia de su papel de James Bond. Su automóvil, un Aston Martin DB5, muestra la matrícula británica 6633 PP, aunque el Bond de Moore nunca condujo un Aston Martin en ninguna de sus siete apariciones en Bond. La placa de matrícula original del Reino Unido era BMT 216A antes de ser vendida al empresario Gavin Keyzar. Molly Picon interpreta a su madre. Varias mujeres viajan con Seymour, incluida la modelo Lois Hamilton, anunciada como Lois Areno.
- Farrah Fawcett como Pamela Glover, la fotógrafa y amante de los árboles. J.J. la llama "Bella".
- Dean Martin y Sammy Davis Jr. como el expiloto de Fórmula 1 Jamie Blake y el estafador Morris Fenderbaum. Jimmy "The Greek" Snyder se interpreta a sí mismo como Fenderbaum apuesta por su éxito. Snyder era vecino de Dean Martin cuando ambos crecían en Steubenville, Ohio. El auto de Blake, un Ferrari 308 GTS 1979, es el mismo que el modelo de la serie de televisión Magnum, P.I..
- George Furth como Arthur J. Foyt, el insípido y tenso antagonista principal de la película, quien intenta detener la carrera.
- Jackie Chan y Michael Hui como los conductores del Subaru. En la parte inicial de la película, Chan y Hui se presentan en un programa de entrevistas (presentado por Johnny Yune) como los operadores de la entrada de Japón en la carrera. Tanto Chan como Hui eran en realidad chinos; además, los créditos atribuyen erróneamente a los dos como "conductores del Mitsubishi".
- Jamie Farr como el jeque Abdul ben Falafel, un rico potentado árabe decidido a ganar la carrera, incluso si tiene que comprarla. Bianca Jagger hace una breve aparición como su hermana. El coche de Farr es un Rolls-Royce Silver Shadow. El jeque es el único personaje que aparece en las tres películas de Cannonball Run.
- Mel Tillis y Terry Bradshaw como Mel y Terry, un par de " buenos muchachos " que conducen un auto de carreras Chevrolet Malibu NASCAR Grand National ligeramente disfrazado, que se asemeja al auto Hawaiian Tropic No. 1 de Hoss Ellington que condujo Donnie Allison en 1979, el más famoso en el accidente de las 500 Millas de Daytona de 1979 que condujo a la famosa pelea.
- Adrienne Barbeau y Tara Buckman como Marcie Thatcher y Jill Rivers, mujeres vestidas con spandex satinado en un Lamborghini Countach LP400S negro. El mismo Lamborghini se usó en los créditos iniciales de la película cuando lo perseguía un auto de la Patrulla de Carreteras de Nevada. Valerie Perrine tiene un cameo sin acreditar como una policía estatal.
- Bert Convy como el rico pero aburrido ejecutivo Bradford Compton, quien planeaba manejar el Cannonball en motocicleta con la ayuda de un viejo amigo, Shakey Finch (Warren Berlinger), una vez el mejor motociclista de motocross del mundo. Los dos planearon disfrazarse de recién casados y el ahora corpulento aliado de Compton los obligó a hacer un caballito durante toda la carrera.
- Jack Elam como el doctor Nikolas Van Helsing, personaje basado en Abraham Van Helsing, el cazador de vampiros. Este Van Helsing es proctólogo y se graduó de la Universidad de Rangún y del Colegio de Curación por la Fe de Knoxville, Tennessee.[2]
- Rick Aviles y Alfie Wise como Mad Dog y Batman, conductores de grúas que se suben al vagón del tren.
- Peter Fonda como él mismo, que interpreta al líder de una banda de motociclistas.
- Joe Kłecko como el conductor polaco de la camioneta que es detenido por el Sr. Foyt. Kłecko era jugador de la NFL.
- El columnista y corresponsal de la revista Car and Driver, Brock Yates, quien después de haber creado la Cannonball Run en la vida real Y escribió la película directamente para la pantalla, interpreta al organizador de la carrera de quien establece las reglas en la línea de salida.
- El director Hal Needham aparece sin acreditar como el EMT de ambulancia.
- El comentarista veterano de las 500 Millas de Daytona Ken Squier, aparece como un patrullero de carreteras de California.
- La veterana actriz de voz June Foray proporcionó el diálogo doblado de varias de las mujeres que escoltan a Goldfarb en la carrera "Las chicas de Seymour", como las enumeran los créditos iniciales en una actuación no acreditada.[3]

## Producción
La película continuó con la tradición del director Hal Needham de mostrar errores durante los créditos finales (una práctica que comenzó con Smokey and the Bandit II). Jackie Chan dice que esto lo inspiró a hacer lo mismo al final de la mayoría de sus películas.

### Carrera original
La película se basa en la realización en 1979 del Cannonball Baker Sea-To-Shining-Sea Memorial Trophy Dash, una verdadera carrera fuera de la ley a campo traviesa que se llevó a cabo cuatro veces en la década de 1970, comenzando en el Red Ball Garage en la calle 31 en Nueva York (más tarde el Restaurante Lock, Stock and Barrel en Darien, Connecticut) y termina en el Portofino Inn en Redondo Beach, California, en Los Ángeles.
El guionista fue el periodista automotriz Brock Yates, quien había concebido el evento Cannonball Baker en la vida real. Yates había propuesto originalmente la carrera como escritor para Car and Driver. La carrera tenía una sola regla: "Todos los competidores conducirán cualquier vehículo de su elección, sobre cualquier ruta, a cualquier velocidad que consideren práctica, entre el punto de partida y el destino. El competidor que termine con el menor tiempo transcurrido es el ganador".
El equipo de Yates fue el único participante en la carrera original de 1971, que lleva el nombre del conductor Ernest "Cannonball" Baker, quien condujo a través del país en 1927 y lo hizo en 60 horas. Yates escribió un libro al respecto llamado The Sunday Driver. En 1973 se informó que John G. Avildsen y el escritor Eugene Price iban a hacer una película basada en el libro titulado The Cannonball-Baker-Sea-to-Shining-Sea Memorial Trophy Dash. La película no se realizó, pero la carrera inspiró las películas (no relacionadas) de 1976, Cannonball y Locos al volante.

#### Carrera de 1979
En la carrera de marzo de 1979, Yates formó uno de los 46 equipos con el director Hal Needham para competir con una camioneta de 150 millas por hora convertida en ambulancia, con el médico de Los Ángeles Lyell Royer y la segunda esposa de Brock, Pamela Reynolds, como paciente en la camilla. Aunque la ambulancia nunca llegó a la línea de meta, la transmisión cedió a 50 millas antes de la línea de meta de Redondo Beach, Yates llegó a la película como oficial de carrera y Needham como técnico de emergencias médicas, al igual que la ambulancia misma e incluso el fallo de la transmisión. La ambulancia se detuvo una vez, en Pensilvania; ese evento llegó a la película, al igual que un policía deteniendo el tráfico en Kansas, saliendo de un rodeo, para dejar que la ambulancia pasara sin obstáculos.
El equipo Right Bra fue creado por Judy Stropus, escritora de autos delgados como un rail, la piloto de carreras Donna Mae Mims y Peggy Niemcek, cuyo esposo era parte de otra entrada, conduciendo una limusina Cadillac. En la película, se convirtió en un equipo de dos mujeres liderado por la rolliza Adrienne Barbeau conduciendo un Lamborghini, pero como dijo el escritor de autos Stropus décadas después, "una pequeña licencia editorial nunca lastimó a nadie". Yates señala en su libro Cannonball! que la versión de la carrera de Stropus no menciona el bautismo con líquido verde del orinal portátil que experimentaron las tres niñas cuando se volcó la limusina.

### Desarrollo
Yates y Needham trabajaron en un guion y Al Ruddy se incorporó como productor. Querían que Reynolds protagonizara la cinta, pero él se mostró reacio a hacer más películas con temas de autos. Finalmente, la promesa de Needham lo persuadió de mantener el horario del actor a solo 14 días de filmación y una tarifa de 5 millones de dólares más un porcentaje de las ganancias. Las finanzas provinieron de Raymond Chow de Golden Harvest, quien solicitó que se incluyera a Jackie Chan en el reparto.
"Hice esa película por todas las razones equivocadas", dijo Reynolds más tarde. "Nunca me gustó. Lo hice para ayudar a un amigo mío, Hal Needham. Y también sentí que era inmoral rechazar esa cantidad de dinero. Supongo que me vendí, así que no pude objetar lo que la gente escribió sobre mí".

## Recepción

### Taquilla
Siendo un gran éxito comercial, The Cannonball Run se estrenó el 19 de junio de 1981 en 1.673 pantallas y recaudó $ 11.765.574 en su primer fin de semana, la cuarta apertura más alta de todos los tiempos, sin embargo, esto no fue suficiente para vencer a Superman II que abrió el mismo fin de semana. con un récord de $ 14,100,523. La película recaudó $ 72,179,579 en los Estados Unidos y Canadá, convirtiéndola en la sexta película más taquillera de 1981, detrás de Indiana Jones y los cazadores del arca perdida, On Golden Pond, Superman II, Arthur y Stripes.
También tuvo éxito en el extranjero. En Francia, The Cannonball Run vendió 988.509 entradas de taquilla en 1981. En Alemania, la película vendió 4.825.937 entradas, convirtiéndose en la tercera película más taquillera de 1981. En Japón, fue la segunda película extranjera más taquillera de 1982. , recaudando 2.100 millones de yenes en taquilla. La película recaudó más de US $ 100 millones en todo el mundo en su realización inicial, y pasó a recaudar un total mundial de $ 160 millones.

### Crítica
A pesar de su éxito de taquilla, la mayoría de los críticos opinaron negativamente sobre la película. Ha recibido una calificación de aprobación del 30% en el sitio web de agregación de Review, Rotten Tomatoes, basado en 33 revisiones. El consenso crítico dice: "The Cannonball Run presenta un grupo de caras famosas como sus locos corredores, pero se olvida de darles personajes para interpretar, lo que resulta en 90 minutos aburridos que se sienten como un maratón". Roger Ebert le dio a la película una media estrella de cuatro, calificándola como "una abdicación de la responsabilidad artística al nivel más bajo posible de ambición. En otras palabras, ni siquiera les importó lo suficiente como para hacer una buena película pésima". Variety describió la película como "llena de chistes terriblemente internos del mundo del espectáculo y poblada por lo que podría llamarse Burt y Hal's Rat Pack, la película tiene lugar en esa tierra sureña de nunca jamás donde la mayoría de los chicos son buenos chicos con tragos de cerveza y todas las chicas son unos tootsies fabulosamente construidos". Vincent Canby de The New York Times calificó la película como "inofensiva y a veces divertida. Debido a que solo hay un número limitado de variaciones que se pueden resolver en esta misma carrera de la vieja carretera, no se moleste en verla a menos que usted ya estás enganchado al género".

### Reconocimientos
La película fue nominada a un premio Razzie a la peor actriz de reparto por Fawcett, pero perdió ante Diana Scarwid por la película de culto, Mommie Dehest.

## Accidente
El 25 de junio de 1980, Heidi von Beltz (1955-2015), una doble de riesgo alemana de 24 años, ex esquiadora y aspirante a actriz, resultó gravemente herida en un accidente automovilístico durante la producción de la película. El especialista original había dejado la producción para atender una enfermedad familiar de emergencia, y el coordinador de especialistas, Bobby Bass, llamó a su entonces prometida von Beltz al set para un truco que dijo que sería "pan comido". El coche iba a ser conducido por un especialista, Jimmy Nickerson, y le exigía que pasara entre los vehículos que se aproximaban. Mientras tanto, se le pidió a von Beltz que viajara en el asiento del pasajero, operando una máquina de humo, dando la impresión de que el automóvil estaba en llamas.
El automóvil, un Aston Martin, se había visto afectado por problemas mecánicos, incluida la dirección, el embrague y el velocímetro defectuosos. También tenía neumáticos pelados y no tenía cinturones de seguridad. Nickerson pidió reparaciones al automóvil, y aunque se hicieron algunas, otras cosas quedaron sin arreglar, incluida la falta de cinturones de seguridad. Durante el truco planeado, el auto chocó de frente con una camioneta, rompiendo el cuello de von Beltz y dejándola tetrapléjica.
Cuando quedó claro que la demanda por lesiones personales de von Beltz excedería toda la cobertura de seguro primario disponible, la aseguradora en exceso de la producción, Interstate Fire (una subsidiaria de la aseguradora favorita de Hollywood, Fireman's Fund Insurance Company) demandó a von Beltz y a su empleador, Stuntman Inc., por una sentencia declaratoria de que la demanda de von Beltz no estaba cubierta por su política. En 1988, la Corte de Apelaciones del Noveno Circuito de Estados Unidos dictaminó que no era el deber de defender, y que también era un deber de indemnizar en la medida en que von Beltz buscaba la recuperación de las lesiones mentales (la exclusión de lesiones corporales se descartó para ser ejecutable).
Finalmente recibió $ 7 millones, aunque un juez redujo la cantidad y terminó con $ 3.2 millones. Gran parte del acuerdo fue para sus abogados y para pagar facturas médicas. Su demanda contra los productores de la película llevó al uso obligatorio del cinturón de seguridad en todos los coches de acrobacias y provocó que el Gremio de Directores prohibiera a los directores alterar las acrobacias en el lugar.

## Legado
La película fue seguida por las secuelas Cannonball Run II (1984) y Speed Zone (1989). The Cannonball Run y Cannonball Run II fueron las últimas apariciones cinematográficas del actor Dean Martin. La película también contó con Jackie Chan en su segundo papel de Hollywood, después de The Big Brawl (1980).
El diseñador del juego Yū Suzuki citó The Cannonball Run como una influencia en su juego debut de carreras arcade Out Run (1986).
La séptima parte del manga japonés JoJo's Bizarre Adventure, llamada Steel Ball Run, fue nombrada en homenaje a la película.

## Remake
Warner Bros. Pictures ha adquirido los derechos de la franquicia Cannonball Run y en 2016 puso a Ethan Cohen para escribir y dirigir un remake como Cannonball. Andre Morgan y Alan Gasmer la están produciendo.
El 4 de junio de 2018, se anunció que Doug Liman estaba en conversaciones iniciales para dirigir la película a partir de un guion de Thomas Lennon y Robert Ben Garant.